# 前駆体
前駆体（ぜんくたい、英：Precursor）とは化学において、ある化学物質についてその物質が生成する前の段階の物質のことを指す。
有機合成化学や生化学で用いられる用語であり前駆物質（ぜんくぶっしつ）、プリカーサー (英: precursor) とも呼ばれる。

## 有機合成化学
有機合成化学では、全合成の標的化合物、あるいは重要な合成中間体について前の段階の化合物が前駆体とされる。半合成の場合は出発物質が前駆体と呼ばれる。
ある合成反応において、用いる試剤や触媒が不安定であるなどにより用時調製しなければならないとき、その調製のために用いる安定な試剤を前駆体と呼ぶ。例えば N-メチル-N-ニトロソ-4-トルエンスルホン酸アミド (Diazald) はジアゾメタンの前駆体として市販されている。遷移金属触媒を用時調製するときは元の金属化合物が前駆体と呼ばれる。トリス(ジベンジリデンアセトン)ジパラジウム(0) (Pd2(dba)3) は、さまざまな Pd(0) 錯体を調製するための前駆体として利用される。

## 生化学
生化学における前駆体は、生合成経路を説明する上で用いられる用語である。とある物質が生成される前の段階にある物質。酵素について、活性型へ至る前の段階のタンパク質を酵素前駆体と呼ぶ。
（例）
- プロビタミン ‐ 体内でビタミンに変化する物質[1]
- プロホルモン ‐ ホルモンになる前の物質
- プレプロホルモン ‐ いくつかの段階を経て、プロホルモンになる物質[2]

## 内分泌学
内分泌学において生理活性物質の前駆体を臨床的に利用することもある。とりわけホルモンの前駆体を前駆体ホルモン、あるいはプロホルモンと称することもある。

## 結晶成長学・鉱物学
溶液中にて鉱物が形成する場合、しばしば熱力学的には不安定であるが、成長速度が安定相より早い相が前駆体として出現する。
- 炭酸カルシウム系: バテライト(vaterite)
- リン酸カルシウム系: OCP,ACP